# Kiệt sức do nhiệt
Kiệt sức do nhiệt là một dạng bệnh lý nhiệt nghiêm trọng. Đó là một trường hợp cấp cứu y tế \. Kiệt sức do nguyên nhân là do mất nước và chất điện giải thông qua bài tiết mồ hôi.
Bộ Lao động Hoa Kỳ đưa ra khuyến nghị sau đây, "Bệnh lý nhiệt có thể được ngăn chặn. Hãy nhớ ba điều sau: nước, nghỉ ngơi và bóng râm." 

## Nguyên nhân
Nguyên nhân phổ biến của kiệt sức nhiệt bao gồm:
- Thời tiết nóng, nắng, ẩm
- Gắng sức về thể chất, đặc biệt là trong thời tiết nóng ẩm
- Do điều hòa nhiệt độ bị suy yếu, người già và trẻ sơ sinh có thể bị bệnh lý nhiệt nghiêm trọng ngay cả khi nghỉ ngơi, nếu thời tiết bên ngoài nóng và ẩm, và họ không nhận được đủ không khí mát mẻ.
- Một số loại thuốc, như thuốc lợi tiểu, thuốc kháng histamine, thuốc chẹn beta, rượu, thuốc lắc và thuốc kích thích có thể làm tăng nguy cơ kiệt sức do nhiệt.[3]

Đặc biệt là trong quá trình gắng sức, các yếu tố nguy cơ có thể gây kiệt sức do nhiệt bao gồm:
- Mặc quần áo tối màu, có đệm, hoặc cách nhiệt; mũ; và/hoặc mũ bảo hiểm (ví dụ: miếng lót bóng đá, dụng cụ quay vòng, v.v.)
- Có tỷ lệ mỡ cơ thể cao hơn
- Mất nước
- Sốt
- Một số loại thuốc, như thuốc chẹn beta và thuốc chống loạn thần [3]

## Dấu hiệu và triệu chứng
Các triệu chứng kiệt sức vì nóng bao gồm buồn nôn, chóng mặt, khó chịu, đau đầu, khát nước, suy nhược, nhiệt độ cơ thể tăng cao, tiết mồ hôi quá nhiều và giảm lượng nước tiểu.

## Điều trị

### Sơ cứu
Sơ cứu khi kiệt sức vì nóng bao gồm:
- Di chuyển người đến một nơi mát mẻ
- Yêu cầu bệnh nhân cởi thêm lớp quần áo
- Làm mát bệnh nhân bằng cách quạt và/hoặc đắp khăn ướt lên người họ
- Để bệnh nhân nằm xuống và đặt chân lên nếu bệnh nhân cảm thấy chóng mặt
- Cho bệnh nhân uống nước hoặc "đồ uống thể thao" trừ khi bệnh nhân bất tỉnh, quá mất phương hướng để uống hoặc nôn
- Xoay người bệnh về phía họ nếu họ bị nôn

### Điều trị cấp cứu
Nếu một người bị kiệt sức vì nóng được điều trị y tế, Kỹ thuật viên y tế khẩn cấp (EMTs), bác sĩ và/hoặc y tá cũng có thể:
- Cung cấp oxy bổ sung
- Sử dụng dịch truyền tĩnh mạch và chất điện giải nếu họ quá khó khăn để uống và/hoặc bị nôn

## Tiên lượng
Nếu không được điều trị, kiệt sức do nhiệt có thể tiến triển thành sốc nhiệt.